# Poienița (okręg Hunedoara)
Poienița – wieś w Rumunii, w okręgu Hunedoara, w gminie Balșa. W 2011 roku liczyła 55 mieszkańców.